# Пала Строци
Пàла ди Онòфрио Стрòци (на италиански: Palla di Onofrio Strozzi, също на италиански: Palla di Noferi; * 1372, Флоренция, † 8 май 1462, Падуа) e флорентински банкер, политик и хуманист, един от първите италиански ученици на Мануил Хрисолор.

## Произход
Принадлежи към знатното флорентинско семейство Строци. Той е втори син на Онофрио (Нофери) Строци (ок. 1345 – 1417), капитан на галера, гонфалониер на правосъдието през 1385 и 1396 г., викарий на Пеша, и Джована Алесандра Кавалканти.

## Биография
През 1397 г., заедно с Колучо Салутати и Николо Николи, допринася за поканата във Флоренция на Мануил Хрисолор, под чието ръководство изучава гръцки език, влизайки в катедрата, създадена през същата година. Придобива много гръцки ръкописи от Хрисолор, превръща дома си във Флоренция в център за изучаване на гръцкия език и отваря първата публична библиотека в града. Сред учениците в дома му е Томазо Паретунчели, който по-късно става папа под името Николай V и в знак на благодарност предлага кардиналската шапка на един от синовете му.
През ноември 1403 г. Пала е назначен в комисия, назначена от Гилдията на Калимала, в която е член от тази година и която има за задачата да наблюдава работата на Лоренцо Гиберти върху северната порта на Баптистерия на Сан Джовани. Самият той използва услугите на Гиберти, за да проектира параклиса на баща си в църквата „Света Троица“, където възнамерява да създаде обществена библиотека, а също така привлича Джентиле да Фабриано, когото инструктира да създаде „Поклонението на влъхвите“ за същата църква.
Посланик е на Флорентинската република в Рим (1409 и 1410), Неапол (1415), където е посветен в рицарство, Венеция, Ферара и Сиена.
Най-богатият от гражданите на Флоренция (в което му съперничи единствено Джовани ди Медичи), към момента на смъртта на Мазо дели Албици през 1417 г. Пала е сред второстепенните членове на олигархичната група, оглавяваща републиката, начело с Джино Капони и Николо да Уцано.
През 1420 г. придружава папа Мартин V, който преминава през територията на Флоренция на път от Базел за Рим.
През 1421 г. е сред капитаните на Волтера. През 1423, 1424 и 1430 г. е член на Комисията на десетте.
През 1425 г., по време на тежка война с херцога на Милано Филипо Мария Висконти, Пала е посланик във Венеция, на която флорентинците предлагат да създадат антимиланска лига. Заедно с Аверардо де Медичи подписва Договора от Ферара с Милано на 18 април 1428 г.
За да запази позициите на олигархичния режим, разклатен в резултат на войната, Пала е принуден да се съгласи с въвеждането на данъци върху имуществото и доходите, като през 1427 г. плаща 507 флорина, което означава притежание на състояние, което значително надвишава 100 000 флорина (Медичите плащат 392 флорина, но, както се говори, тази сума е силно подценена).
Заедно с Риналдо дели Албици покорява непокорната Волтера (1429).
През август 1434 г., когато папа Евгений IV влиза във Флоренция, Пала Строци носи знамето на Църквата. След идването на власт на подкрепящата Медичи Сеньория Флорениция през същия месец, той остава сред малкото привърженици на Албици, на когото обещава да доведе 500 бойци, за да извършат държавен преврат, но на уречения ден на 25 септември се появява само с двама невъоръжени слуги, заявява, че отказва да участва и се завръща у дома. През същата година Козимо де Медичи е изгонен от Флоренция в Падуа за десет години; в бъдеще този период непрекъснато се удължава.
Пала Строци живее в Падуа до края на живота си. През 1436 г. той става съветник на Падианския университет. Инициира покана от Падуа за Филипо Липи, Николо Барончели и Донатело. Домът му в Падуа става център на елинистичното възраждане; Строци не само се сдобива с гръцки кодекси за много пари, но също така държи двама специалисти на заплата, Йоан Аргиропул (през 1441 – 1444 г.), а след това Андроник Калист, който му чете Аристотел и други автори на оригинален език. Пала позволява на всички да изучават книгите му и да слушат четения, и оставя ценна колекция от ръкописи, по-късно разпръснати, част от които завещава на манастира Света Юстина, където живее.
Умира на преклонна възраст. Погребан е в църквата „Санта Мария ди Бетлеме“, където лежи и първата му съпруга Мария. Надгробното слово е произнесено от неговия приятел хуманист Франческо Филелфо.
Според Николо Макиавели Пала Строци „е бил човек на мира, изпълнен с кротост и добронамереност, по-способен да се занимава с литература, отколкото да ръководи партия или да се противопоставя на социални борби“. Според Якоб Буркхард, „ако древните изследвания не бяха признати за най-голямата благородна благословия на земния живот, (…) мястото на изгнанието не би се превърнало благодарение на тях в място на пълно щастие, както е при Пала Строци“.

## Брак и потомство
Жени се два пъти.
∞ 1. 1397 за Мария Строци, дъщеря на Карло Строци и Лодовика Панталеони, от която има шестима сина и пет дъщери:
- Лоренцо Строци (* 1404, † 1452, Губио, убит), посланик в Мантуа, подест на Губио; ∞ за Алесандра де Барди (* 1412, † 1465), дъщеря на Бардо де Барди. Наследниците му живеят във Ферара.
- Онофрио Строци (* 141, † 1452), бездетен
- Никола Строци, нар. Тита (* 1412), затворник в Прованс
- Джанфранческо Строци (* ок. 1418, † сл. 1468). В изгнание се установява във Ферара, „радва се със значително влияние и според другите търговци е много богат човек“.[16] През 1466 г. нова група флорентински изселници, прогонени след неуспешен заговор срещу Пиеро де Медичи, го убеждават да помоли дожа на Венеция за помощ, което води до Венецианско-флорентинската война от 1467 – 1468 г.[16] ∞ за Луиджа Донати (* 1434, † сл. 1499), дъщеря на Мано Донати и Танчи Велути, от който брак произлиза клонът на Строци, наречен „От Ферара“.
- Карло Строци († 1450, Рим), умира, без да има време да получи кардиналския пост, бездетен
- Бартоломео Строци
- Маргарита Строци
- Лена Строци (* 1405, † август 1449); ∞ 1. 1421 за Нери Ачайоли (* 1400, † 1428), 2. 1432 за Феличе Бранкачи (* 1382, † сл. 1449)
- Джиневра Строци
- Якопа Строци († 24 април 1468); ∞ 1428 за Джовани ди Паоло Ручелай (* 1403, † 1480), главен прокурор на Пала Строци по време на периода на изгнание
- Танча Строци, ∞ 1423 за Томазо Сакети (* ок. 1390, † сл. 1439)

∞ 2. за дъщерята на зет си Феличе Бранкачи, която го следва в Падуа.